# ノーマン・ボーローグ
ノーマン・ボーローグ（Norman Ernest Borlaug, 1914年3月25日 - 2009年9月12日）は、アメリカ合衆国の農業学者。アイオワ州クレスコ出身。ミネソタ大学卒業。

## ノーベル平和賞
イギリスの経済学者トマス・ロバート・マルサスは1798年に発表した『人口論』において、人口増加に対して食糧生産が追いつかないことを警告した。
ノーマン・ボーローグは、インドや中国などで小麦等の高収量品種を中心とした新しい農業技術を開発し穀物の大幅な増産（緑の革命）を指導した（メキシコでは3倍もの生産量の向上を達成した）。世界の食糧不足の改善に尽くしたとして、1970年にボーローグにノーベル平和賞が与えられた。
1986年には、笹川アフリカ協会(Sasakawa Africa Association=SAA)の会長に就任、サブサハラ・アフリカ諸国での緑の革命の実現を目指して働いている。

## 奇跡の麦
コムギや他の穀物では、多収になると穂の重さにより倒れ易くなる。ボーローグは小麦農林10号を親に用いて背の低い丈夫な麦を作った。これが奇跡の麦である。これにより、数億人もの食料危機に瀕している人々が救われた。この後米やその他の穀物の「奇跡の品種」がすぐ後に続き、世界の「緑の革命」の引き金となった。

## 受賞

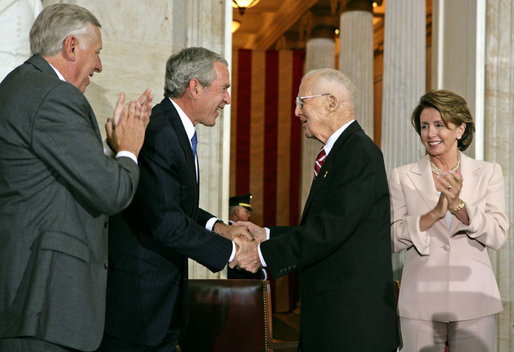
ブッシュ大統領から議会名誉黄金勲章を贈られるボーローグ（2007年7月17日）

- 1970年 ノーベル平和賞
- 1977年 大統領自由勲章
- 2000年 ヴァネヴァー・ブッシュ賞
- 2001年 フィリップ・アベルソン賞
- 2002年 公共福祉メダル
- 2004年 アメリカ国家科学賞
- 2006年 議会名誉黄金勲章